# Una chica...una historia/Cosa dire di noi due
Una chica...una historia/Cosa dire di noi due è un singolo di Walter Foini, pubblicato in lingua spagnola, nel 1978 dall'etichetta Hispavox.
La facciata "A" è stata tradotta in spagnolo da Luis Gómez Escolar con il titolo "Una chica...Una historia", la direzione orchestrale è del M. Luis Calvo, la produzione è di Niko Papathanassiou. Il lato "B" Cosa dire di noi due (Alberto Salerno, Walter Foini) è cantato in italiano; la produzione è di Gianfranco Lombardi.